# President de Namíbia
El President de Namíbia és el cap d'estat de Namíbia, escollit per sufragi universal per un període de quatre anys.

## Presidents de Namíbia des de la independència
| # | Imatge | Nom                    | Eleccions      | Pren possessió      | Deixa el càrrec     | Partit |
| - | ------ | ---------------------- | -------------- | ------------------- | ------------------- | ------ |
| 1 |        | Sam Nujoma             | 1989 1994 1999 | 21 de març de 1990  | 21 de març de 2005  | SWAPO  |
| 2 |        | Hifikepunye Pohamba    | 2004 2009      | 21 de març de 2005  | 21 de març de 2015  | SWAPO  |
| 3 |        | Hage Geingob           | 2014 2019      | 21 de març de 2015  | 4 de febrer de 2024 | SWAPO  |
| 4 |        | Nangolo Mbumba         | -              | 4 de febrer de 2024 | 21 de març de 2025  | SWAPO  |
| 5 |        | Netumbo Nandi-Ndaitwah | 2024           | 21 de març de 2025  | En el càrrec        | SWAPO  |